# Xylophanes niepelti
Xylophanes niepelti är en fjärilsart som beskrevs av Gehlen. 1928. Xylophanes niepelti ingår i släktet Xylophanes och familjen svärmare. Inga underarter finns listade i Catalogue of Life.